# Coleção Harley

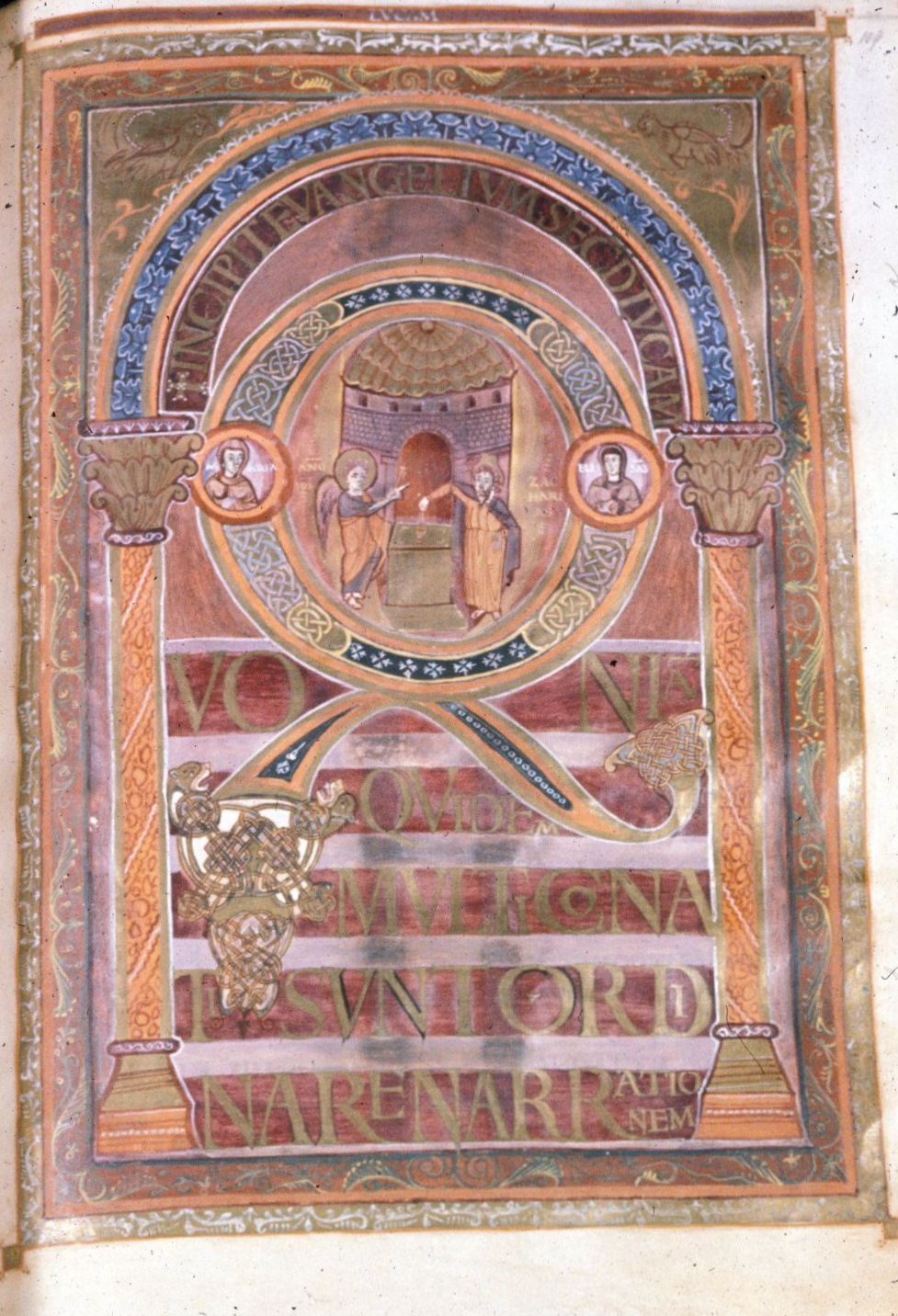
Evangelho de Harley. Incipit ao Evangelho de Lucas, 800–825

A Coleção Harley, Coleção harleiana, Biblioteca harleiana (em latim: Bibliotheca Harleiana) e outras variantes é uma das principais coleções "fechadas" da Biblioteca Britânica em Londres (anteriormente a biblioteca do Museu Britânico), com várias dezenas de milhares de documentos de vários tipos.
A coleção é composta por 7 660 manuscritos, incluindo 2 200 manuscritos iluminados, mais de 14 000 documentos legais originais, e mais de 500 rolos. Foi formada por Robert Harley (1661–1724) e seu filho Edward (1689–1741). Em 1753, foi comprada por £ 10 000 pelo governo britânico. Juntamente com as coleções de Sir Robert Cotton (a Biblioteca Cotton) e Hans Sloane (a Biblioteca de Sloane), formou a base da coleção de manuscritos do Museu Britânico, que foi movida para a nova Biblioteca Britânica em 1973.
A coleção contém manuscritos iluminados que vão desde o início da Idade Média até o Renascimento. Há importantes manuscritos britânicos antigos, muitos da Europa Ocidental, e vários manuscritos bizantinos em grego e outras línguas.

## Manuscripts

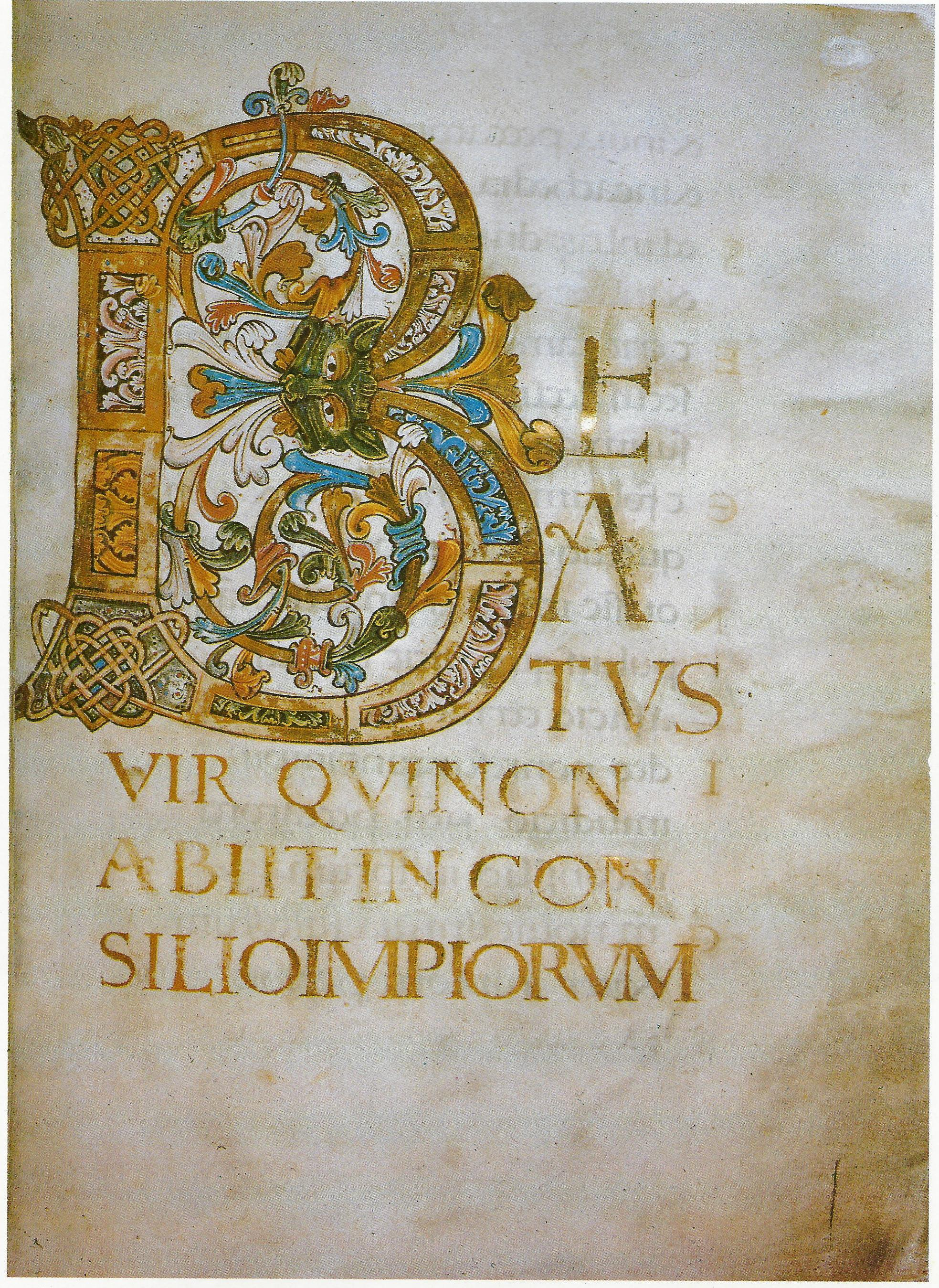
Beatus vir, f.4 do Saltério Ramsey

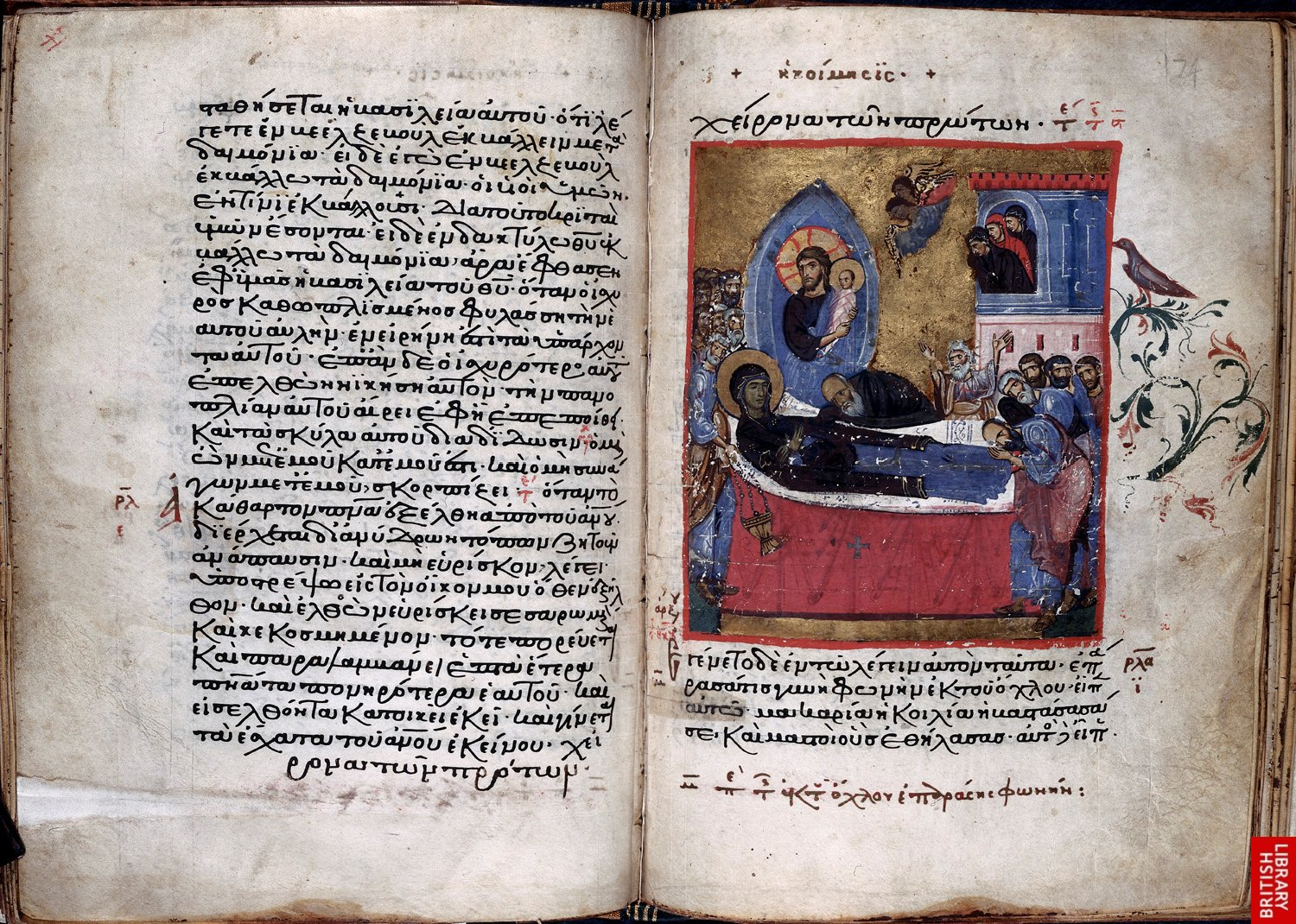
Harley 1810 é um minúsculo manuscrito grego do Novo Testamento

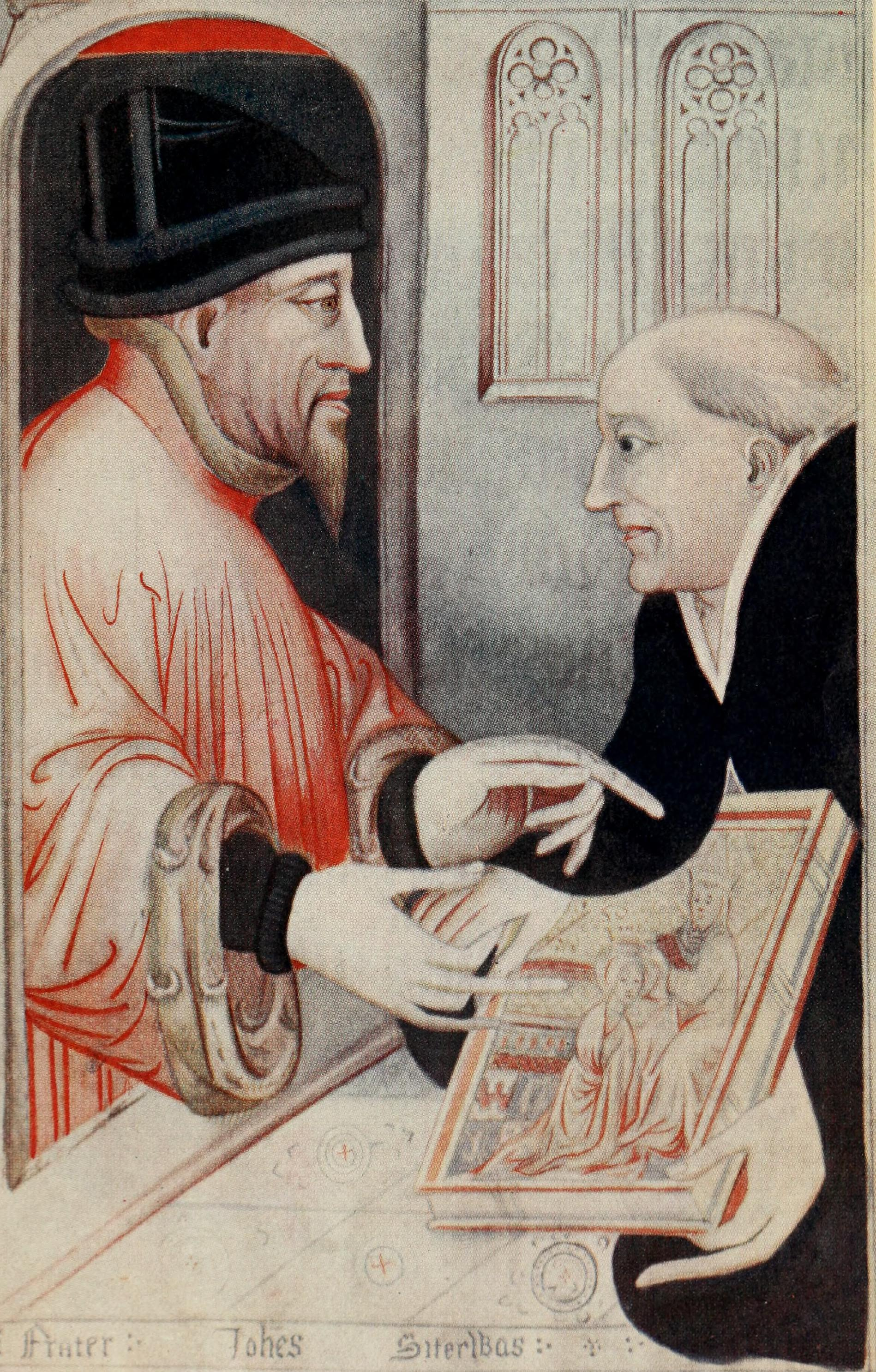
Um livro de evangelho (Harley 7026); a última página mostra o doador Lorde Lovel apresentando o livro à Catedral de Salisbury

Entre os manuscritos mais significativos estão:
- Lacnunga (Harley 585)
- Saltério Harley (Harley 603)
- Poemas de Kildare (Harley 913)
- Sumer Is Icumen In, em Harley 978
- Inventário de Henrique VIII de Inglaterra (Harley 1419)
- Evangelhos de Máel Brigte (Harley 1602)
- Harley 1775, um livro do evangelho iluminado feito na Itália durante o último quartel do século VI
- Minúsculo 113 (Harley 1810) - e muitos outros, veja a categoria na parte inferior da página
- Letras de Harley (Harley 2253)
- Evangelho de Harley (Harley 2788)
- Saltério Ramsey (Harley 2904)
- Livro do convento de Santa Maria (Harley 2965)
- Minúsculo 3686
- Genealogias harleianas (Harley 3859)
- Minúsculo 104 (Harley 5537)
- Minúsculo 505 (Harley 5538)
- Uncial 0121a (Harley 5613)
- Geografia de Ptolomeu (Harley 7182 & 7195)
- Harley MS. 7334
- Livro de oração harleiano (Harley 7653)